# Себастьян Мілевський
Себастьян Міле́вський (пол. Sebastian Milewski, нар. 30 квітня 1998, Млава, Польща) — польський футболіст, півзахисник клубу «Арка».

## Ігрова кар'єра

### Клубна
Себастьян Мілевський є вихованцем клубу «Легіоновія», в якому він і дебютував на професійному рівні у Другій лізі у 2014 році. У березні 2017 року Мілевський як вільний агент перейшов до клубу «Заглемб'є» (Сосновець). З яким у сезоні 2017/18 посів друге місце у Першій лізі і наступний сезон футболіст розпочав в Екстракласі. 23 липня 2018 року Мілевський дебютував у Вищому дивізіоні чемпіонату Польщі, коли вийшов у стартовому складі команди на матч проти «П'яста».
За результатами того сезону «Заглембє» посів останнє місце в Екстракласі і повернувся до Першої ліги, а сам футболіст приєднався до новоспеченого чемпіона — «П'яста», підписавши з клубом дворічний контракт. З яким вже у наступному сезоні відмітився участю у матчах кваліфікації Ліги Європи.
У літнє трансферне вікно 2021 року Мілевський перейшов до клубу Першої ліги «Арка» з Гдині і підписав з клубом контракт до 2024 року.

### Збірна
У 2019 році Себастьян Мілевський зіграв одну гру у складі молодіжної збірної Польщі.